# スピリット・イン・ザ・スカイ
「スピリット・イン・ザ・スカイ」（Spirit in the Sky）は、アメリカ合衆国のシンガーソングライター、ノーマン・グリーンバウムが1969年に発表したシングル。

## 概要
シングル曲として発表された本作品は1969年から1970年にかけて200万枚を売上げ、ゴールドディスクに輝いた。1970年4月18日付のビルボード・チャートで3位を獲得し、同年のビルボード年間チャート22位を記録した。また、イギリス、アイルランド、西ドイツ、カナダ、オーストラリアにおいてそれぞれチャートの1位を占めた。
バーンバウムはカントリー歌手のポーター・ワゴナーがテレビでゴスペルを歌うのを見てこの歌の着想を得たという。「ゴスペル音楽のことは何も知らなかったけれど、これなら俺でも書けると思ったよ。やってみたら簡単にゴスペルが書けた。15分しかかからなかった」とのちに彼は述べている。
歌詞は全編イエス・キリストに対する讃歌であるが、皮肉なことに作者のバーンバウムは厳格なユダヤ教徒であった。VH1が一発屋（ワン・ヒット・ワンダー）について特集した番組の中で、アリス・クーパーは当時を振り返り「ユダヤ的な名字を持つ男がキリストの歌を歌っているので驚いた」と語っている。

## カバー・バージョン
1986年にドクター・アンド・ザ・メディックスのバージョンが、2003年にガレス・ゲイツのバージョンがそれぞれ全英シングルチャート1位を獲得している。
そのほか、エルトン・ジョン（『Chartbusters Go Pop』に収録。録音は1969年 - 1970年）、バウハウス、ケンタッキー・ヘッドハンターズ、DCトークなどがカバーしている。